# Catholicisme en Grèce
Le catholicisme compte environ 200 000 fidèles en Grèce, en majorité des immigrants, mais on compte parmi eux environ 50 000 Grecs de souche. La plupart des catholiques grecs appartiennent à l'Église de rite latin mais une petite portion sont membres de l'Église grecque-catholique hellène, également catholique mais de rite byzantin.

## Organisation

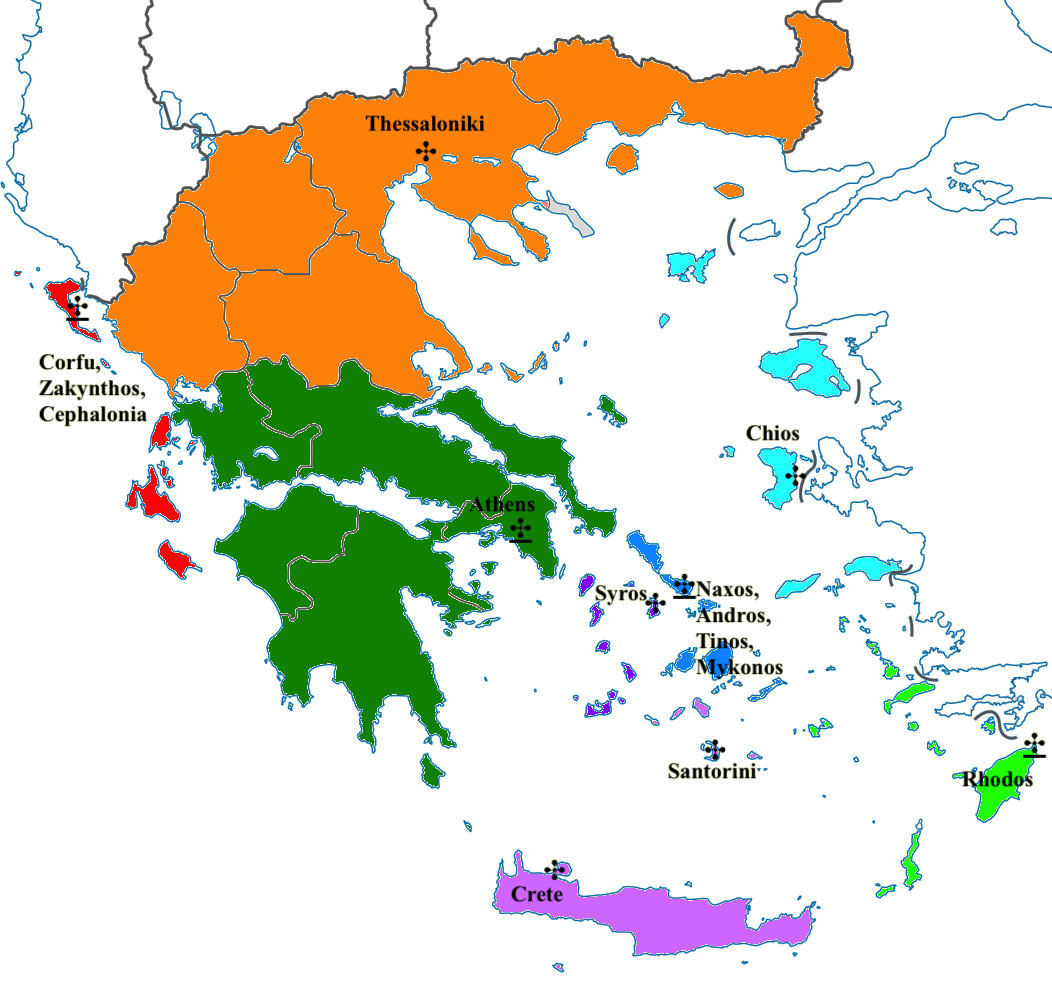
Les diocèses catholiques en Grèce

L'Église catholique romaine en Grèce compte les juridictions et évêques suivants :
- Archidiocèse d'Athènes : Mgr Theodoros Kontidis
- Archidiocèse de Corfou, Zakynthos et Céphalonie : Mgr Geórgios Altouvás
- Archidiocèse de Naxos, Andros, Tinos et Myconos : Mgr Joseph Printezis (it)
  - Diocèse de Chíos
  - Diocèse de Crète
  - Diocèse de Santorin
  - Diocese de Syros et Milo : Mgr Petros Stefanou
- Archidiocèse de Rhodes : vacant
- Exarchat de l'Église grecque-catholique hellène :  Mgr Manuel Nin
- Vicariat apostolique de Thessalonique

Les évêques réunis forment la Saint-Synode de la hiérarchie catholique de Grèce (en grec moderne : Ιερά Σύνοδος της Καθολικής Ιεραρχίας της Ελλάδος, en latin : Conferentia Episcopalis Graeciae).